# یلیزاوتا توروسیان
یلیزاوتا خاچاطوری توروسیان (ارمنی: Ելիզավետա Խաչատուրի Թորոսյան؛ انگلیسی: Elizaveta Torosyan؛ زادهٔ ۸ آوریل ۱۹۵۷) پزشک و استاد اهل ارمنستان است.

## زندگی‌نامه
وی در ۸ آوریل ۱۹۵۷ در ایروان به دنیا آمد و از دانشگاه پزشکی دولتی ایروان (۱۹۷۳) فارغ‌التحصیل گشت. وی از ۱۹۷۳ تا ۱۹۹۶ در دانشگاه پزشکی دولتی ایروان فعالیت کرده است از سال ۱۹۹۷ در ایالات متحده آمریکا زندگی می‌کند.

## یادداشت
1. ↑  բժշկական գիտությունների դոկտոր
2. ↑  Ֆոգարտի միջազգային ընկերության շքանշան